# Cisseps subhylina
Cisseps subhylina är en fjärilsart som beskrevs av George Francis Hampson 1901. Cisseps subhylina ingår i släktet Cisseps och familjen björnspinnare. Inga underarter finns listade i Catalogue of Life.